# Kim Ju-sung
Kim Ju-sung (en coreano: 김주성; Cheongju, Chungcheong del Norte, 12 de diciembre de 2000) es un futbolista surcoreano que juega en la demarcación de defensa para el Sanfrecce Hiroshima de la J1 League.

## Selección nacional
Tras jugar en la selección de fútbol sub-17 de Corea del Sur, la sub-20 y la sub-23, finalmente hizo su debut con la selección absoluta el 24 de julio de 2022 en un encuentro del campeonato de Fútbol de Asia Oriental de 2022 contra Hong Kong que finalizó con un resultado de 3-0 a favor del combinado surcoreano tras un gol de Hong Chul y un doblete de Kang Seong-jin.

### Goles internacionales
| # | Fecha              | Lugar                                       | Oponente | Gol | Resultado | Competición                                   |
| - | ------------------ | ------------------------------------------- | -------- | --- | --------- | --------------------------------------------- |
| 1 | 7 de julio de 2025 | Estadio Yongin Mireu, Yongin, Corea del Sur | China    | 3–0 | 3–0       | Campeonato de Fútbol de Asia Oriental de 2025 |

## Clubes
| Club                                     | País          | Año       | Partidos | Goles |
| ---------------------------------------- | ------------- | --------- | -------- | ----- |
| F. C. Seoul                              | Corea del Sur | 2019-2020 | 26       | 0     |
| Gimcheon Sangmu F. C. (servicio militar) | Corea del Sur | 2021-2022 | 21       | 0     |
| F. C. Seoul                              | Corea del Sur | 2022-2025 | 97       | 2     |
| Sanfrecce Hiroshima                      | Japón         | 2025-     |          |       |